# 南アフリカ国鉄26型蒸気機関車
南アフリカ国鉄26型蒸気機関車（みなみアフリカこくてつ26がたじょうききかんしゃ）、通称レッド・デビル（Red Devil）は、南アフリカ国鉄が保有した車軸配置4-8-4（日本国鉄式: 2D2）の蒸気機関車である。狭軌の鉄道としては世界最大の出力を持っている蒸気機関車であるが、空転や信頼性の問題を抱え、近代化に逆行した南アフリカ国鉄の恥部ともなっている。その赤い塗装からレッド・デビルの通称がある。

## 背景
石炭が豊富にあることと、アパルトヘイト政策による国際的孤立により石油の輸入に不安を抱えていた南アフリカでは、第二次世界大戦後でも他の先進諸国とは異なり積極的に蒸気機関車の使用を続けていた。その南アフリカでも次第に動力近代化は進展し、電気機関車やディーゼル機関車の導入が進展しつつあった。
しかしながらオイルショックの影響は、そのような情勢にあった南アフリカ国鉄にも及び、蒸気機関車の更なる改良に取り組む契機となった。そこでともに南アフリカ国鉄で働いていた、アルゼンチン出身の技術者リビオ・ダンテ・ポルタと、イギリス国鉄出身の技術者デービッド・ウォーデール（David Wardale）は協力して蒸気機関車の改良を行うことになった。
まず、19D型蒸気機関車のNo.2644を安い予算で改造する許可が与えられた。この改造によりかなりの燃料消費削減を達成することができた。これを受けて続いて1979年に南アフリカ国鉄で最新の蒸気機関車である25NC型の改造許可を得ることができ、これが26型となった。

## 技術
ポルタは母国アルゼンチンで、石炭を蒸し焼きにして一酸化炭素ガスを発生させ、これを燃焼させるガス化燃焼システム（GPCS: Gas Produce Combustion System）を開発した。この技術を南アフリカに持ち込んで、25NC型のラストナンバーであるNo.3450を対象に適用することになった。
改造点としては、火床の石炭に火格子を通して送る空気を半分以下に減少させて蒸し焼き状態にすると共に、発生した一酸化炭素ガスに送気してそこで燃焼させる。過熱管容量を増大させ、低速時には煙管の半分を塞ぐことで熱気を過熱管に集中させ、蒸気温度を380度から450度に上げる。さらにV字形の前後2本の煙突を備えて、排気が互いに干渉せずにスムーズに排出できるようにされている。他にも各種の改良が行われて、1981年2月にサルト・リバー工場から出場した。公式に25NC型から26型に改称され、No.3450はGPCSの開発者にちなんでL.D.Portaと命名された。しかし火室だけでなく機関車全体を真っ赤に塗装したことから、レッド・デビルという通称の方がよく知られている。
塗装を除けば、25NC型と26型の外観上のもっとも大きな相違点は、拡大された煙室とそれに備えられた2本目の煙突と吸気装置である。さらにランボードの位置を上げたため、足回りが長く見えるようになった。また長い除煙板も特徴である。

## 試運転および運用成績
計測によれば、25NC型に比べて明確に性能の改善を示した。
- 石炭の消費は低速で30%、高速では60%削減された。
- 水の消費は20%から40%削減された。
- 出力は42.9km/hにおいて1,118kWから42.45km/hにおいて1,565kWへと改善した。

高速での出力は、計算上は160km/hまで加速することができることを示していたが、試験走行は許可されなかった。動輪径がわずか5フィート（1,524mm）であるということも障害となった。92マイルを達成したとの主張もあるがデービッド・ウォーデールは82マイルを超えたことはないと反論しており、計測された最高速度は125㎞/hである。
運行当局は、26型は石炭を平均15%（最大24%）、水を平均21.5%（最大25%）、潤滑油を26%削減できるとした。
26型の75km/hでのシリンダ出力は4492馬力に達し、これは改造前の3037馬力に比べて47パーセントの増大となっており、3フィート6インチ軌間の鉄道用の蒸気機関車としては史上最大となっている。しかしながら、南アフリカの鉄道は貨物輸送が中心の時代に変わっており、貨物輸送では高速性能よりも低速時の牽引性能が求められる。低速時の性能では、従来型の機関車と比べて大きな進歩がなく、加えてGPCSの取り扱いが難しかったため、26型への改造は1両のみに留まった。後にGPCS以外の改良点をNo.3454に適用したが、改造が部分的であるため形式は25NC型のままであった。No.3454では、2本の煙突を左右に取り付け、煙室の拡大は省略されている。また塗装はエメラルドブルーとなっていた。
なお、改造元の25型が宿痾のような空転癖を抱えた機関車であるため、空転により向上した出力が十分に発揮されなかったとの説もある。26型最初の試験では20‰ほどの坂で信号停止したところ、立ち往生して発進が不可能になり約20分の遅れが生じている。

## 運用終了と保存
1984年にデービッド・ウォーデールが南アフリカを去ると、蒸気機関車の改良を考えるものや関心を持ったものは一人もおらず問題点はそのまま残されることになった。5AT先進技術蒸気機関車のプロジェクトを進めているAdvanced Steam Traction Group（AST Group）は失敗の原因として、実験的要素の多さと（主に粘着重量の面で）空転が多くパワーアップに適していない機種であったことを挙げている。イギリス国鉄6形蒸気機関車の新造をしている団体はGPCSの利点を認めつつも、燃焼が難しいばかりか特定の石炭が必要とされる問題があると結論を出している。
改造元になった25型とともに、26型レッド・デビルは1992年に通常の商業運行を終えた。
引退後も解体されず保存されており、2004年以降はケープタウンのトランスネット・ヘリテージ財団により保管され、地元のファンたちが定期的に修繕を行っていた。その後動態復元され、2018年7月に本線へ復帰した。